# Ion Grămadă
Ion Grămadă (né le 3 janvier 1886 à Zaharești, en Bucovine, dans l'ancien Empire d'Autriche-Hongrie, actuellement le comté de Suceava dans la Roumanie et mort le 27 août 1917 à Cireșoaia, comté de Bacău) est un écrivain, historien et journaliste de Bucovine, et un des héros roumains de la Première Guerre mondiale.

## Biographie
Il poursuit ses premières études dans son village natal. Au lycée, il aimait lire les grands auteurs et écrivains du temps, notamment les Français. Il commence à écrire lui-même, comme jeune étudiant, des petites histoires, en les envoyant ensuite chez divers magazines littéraires du temps. Étudiant à l'université nationale de Tchernivtsi puis à l'université de Vienne, il en obtient le doctorat en lettres, est devient ensuite professeur. Plus tard, il est le fondateur du magazine roumain Deșteptarea, paru à Tchernivtsi en 1907. Très impliqué comme journaliste dans les affaires sociales et politiques de Bucovine, il défend, à travers ses actions et ses écrits, les droits des Roumains en Bucovine.

En 1909, Ion Grămadă est enrôlé dans l'armée austro-hongroise. Pendant ce temps-là, il commence à écrire une Histoire de la Bucovine. En 1916, la Roumanie entre en guerre, Il se met immédiatement du côté de la France, de l'Angleterre et de la Russie, contre les Puissances Centrales. 

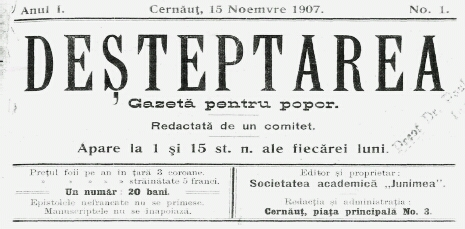
la une du magazine roumain Deșteptarea, fondé par Ion Grămadă en 1907

 Retourné en Roumanie, il s'enrôle dans l'armée pour libérer son pays. Il se signale par le nombre de succès de l'unité dont il a la charge, mais il ne pourra pas échapper à son destin. Ses supérieurs lui avaient demandé de se tenir derrière les lignes mais il choisit d'aller en avant pour toujours rester à côté de ses camarades. Le 27 septembre 1917, frappé par les balles, il tombe sur le champ de bataille. Il est enterré par ses camarades dans la vallée de Ciresoaia.
       
En juin 1926, sa dépouille mortelle est apportée et enterrée à Suceava, où un monument est élevé en son honneur au cimetière de la ville. Parmi les écrivains les plus intéressants de Bucovine, Ion Gramada est considéré un des grands héros roumains qui ont donné leurs vies pour l'unité nationale du pays.

## Écrits
- Din Bucovina de altădată. Schițe istorice, éd. Institutului de Arte Grafice C. Sfetea, Bucarest, 1911.
- Anteil der Rumänen an der Belagerung Wiens - sa thèse de doctorat à l'Université de Vienne, non-publiée;
- Scrieri literare, Institutul de Arte Grafice și Editură "Glasul Bucovinei", prefacée par "Studiu asupra vieții și operei lui" de Constantin Loghin, Tchernivtsi, 1924;
- O broșură umoristică. Câteva reflexiuni la "Habsburgii și Românii" părintelui Victor Zaharovschi, ed. Societatea tipografică bucovineană, Tchernivtsi, 1909;
- Societatea academică socială literară "România Jună" din Viena: 1871-1911, monographie historique, Tchernivtsi, 1912;
- M. Eminescu. Contribuții la studiul vieții și operei sale, Heidelberg, 1914;
- Cartea sângelui, ed. Mușatinii, Suceava, 2002, coordonnateur éditorial Ion Drăgușanul;